# بقعوت
بقعوت (بالعبرية: בְּקָעוֹת) (بالإنجليزية: Beka'ot)‏ موشاف استيطاني إسرائيلية، أقيمت عام 1972 في غور الأردن شمال شرق الضفة الغربية على أراضي بلدة طمون في محافظة طوباس، وتقع إداريًا ضمن اختصاص مجلس غور الأردن الإقليمي. في عام 2018 كان عدد سكانها 176 مستوطنًا.
تقعُ المزرعةُ على الطريقِ الشمالي ألون (الطريق 578)، شمال وادي ترعس. تنتمي المستوطنةُ إلى حركةِ الاتحاد الزراعي.

## اسمُ المستوطنةِ
في بدياتِها، كانت تُسمّى "بُوكَع". يُشير هذا الاسمُ إلى التركيب الطبوغرافيِّ للمنطقة، حيث تمتدُّ البقعةُ بين جبلِ تمونَ من الجنوبِ الغربيِّ وجبلٍ كبيرٍ من الشمالِ الشرقيِّ، المعروفِ باسمِ "البوكعة الشمالية". نظرًا لأنَّ الأرضَ في البقعةِ السفليةِ مغرمانٌ ومنطقةُ الشمالِ صخريةٌ وغيرُ مناسبة للاستيطانِ الزراعيِّ، تقرَّر إنشاءُ المستوطنةِ في منطقةِ البوكعةِ، من أجلِ مواصلةِ الحفاظِ على التسلسلِ الاستيطانيِّ الذي يفصلُ بين المستوطنة العربية إلى الغربِ وبين خطِّ المياهِ ونهرِ الأردن.https://palinfo.com/news/2018/02/06/255943/

## التاريخ
تأسَّست مستوطنة بقعوت في 28 يونيو 1972 كمستوطنة مدنية تابعة لحركةِ الاتحاد الزراعي. تمَّ مصادرةُ الأراضي من الفلسطينيين سكانِ طوباس كجزءٍ من سياسةِ الأمنِ التي انتهجتها دولةُ إسرائيل، التي رأت في إقامة مستوطناتٍ يهوديةٍ استجابةً للاحتياجاتِ الأمنيةِ، وفي هذه الحالة، لمنعِ تسلّلِ المُسلّحين إلى الأراضي الإسرائيلية. قام مكتب الإسكانِ ببناءِ منازلَ دائمة مباشرة. تمَّ الاحتفالُ بالاستيلاءِ على الأرض في بدايةِ يوليو 1972.
في يوليو 1972، كانت جميع المباني الدائمة قد شغلت وبدأ مكتبُ الإسكانِ ببناءِ المرحلةِ التاليةِ.
بعد حوالي عامٍ، انضمت سبعُ عائلاتٍ أخرى إلى المستوطنةِ، مما أدى إلى مغادرةِ بعضِ السكان الأصليين. في البداية، كانت المستوطنة تُدارُ كجماعةٍ تعاونيةٍ، لكن في أوائل عام 1975، تحوَّلت إلى مزرعةِ عملٍ. في عام 1990، تغيّرت المستوطنةُ مرةً أخرى وقُرِّر منح استقلالية اقتصادية للأعضاء وإدارة المزارع بشكلٍ مستقلٍّ.
بحلول عام 2014، كان يقيمُ في المستوطنة 78 عائلة ، معظمُهم من أعضاء الجمعيةِ الزراعيةِ، وبعضهم مقيمون في المكان، بما في ذلك أبناءُ العائلات التي قررت تأسيس منازلِها في بقعوت.

## العمل
يعمل حوالي نصف سكان بكعوت في الزراعة، خاصةً زراعةَ العنب في الأراضي المفتوحة وتحت الحماية. يعمل باقي السكان كأفرادٍ مستقلين أو كموظفين في المجلس الإقليمي.
الثقافة والمجتمع
في المستوطنة، يوجد حضانة للأطفال، منطقةُ لعبٍ، نادي للأعضاء حيث يتم الاحتفالُ بالأعيادِ الإسرائيلية، نادي للشباب، حركةٌ شبابيةٌ تُدعى "الحركة الجديدة"، مسبح، جمعيةٌ استهلاكيةٌ، كنيس، عيادة إقليمية بالإضافة إلى ورشةِ تصليحٍ خاصة.

## الجانب القانوني
يعتبر المجتمع الدولي المستوطنات الإسرائيلية في الضفة الغربية غير قانونية بموجب القانون الدولي، لكن الحكومة الإسرائيلية تعارض ذلك.